# Apogon sangiensis
 Apogon sangiensis és una espècie de peix de la família dels apogònids i de l'ordre dels perciformes.

## Morfologia
Els mascles poden assolir els 9 cm de longitud total.

## Distribució geogràfica
Es troba des de l'Àfrica oriental fins a Vanuatu, les Illes Ryukyu i Indonèsia.